# Karl Cohen
Karl Hubert Cohen (* 18. Oktober 1851 in Laurensberg bei Aachen; † 11. November 1938 in Köln) war ein deutscher römisch-katholischer Geistlicher, Komponist und Kirchenmusiker.

## Leben
Er war der Sohn des Volksschullehrers Johann Joseph Cohen und dessen Ehefrau Elisabeth Schwartz. Nach dem Besuch der Universität Bonn empfing er 1875 die Priesterweihe und wurde Stiftsvikar an der Alten Kapelle in Regensburg sowie Lehrer an der dortigen Kirchenmusikschule. 1881 wurde er Domkapellmeister in Köln und hatte dieses Amt bis 1909 inne. 1888 wurde Karl Cohen zum Diözesanpräses des Cäcilienvereins ernannt. Als Lehrer und Organisator führte er den Kölner Domchor zur Blüte. Er wurde 1909 zum Domkapitular ernannt, 1921 wurde er Päpstlicher Hausprälat.
Als Komponist folgte er dem Cäcilianismus, blieb jedoch auch neueren Entwicklungen gegenüber aufgeschlossen, wie seine Stellungnahme zu Max Reger zeigt. Er vertonte Kirchenlieder im zeitbedingten „weichen Liedstil“, trat aber auch für den Gregorianischen Choral ein.
Er war Mitglied der katholischen Studentenverbindungen KStV Walhalla Würzburg und KStV Germania Münster im KV.
Cohen verstarb 1938 im Alter von 87 Jahren und wurde auf dem Domherrenfriedhof des Kölner Doms bestattet.

## Werke
Kompositionen
- Fronleichnamshymnen. Schwann, Düsseldorf 1953 (Chor-Partitur)
- Sakrament der Liebe Gottes
- Tantum ergo
- Missa in honorem Sancti Ottonis quam ad quatuor voces inaequales, Opus IV

Lieder- und Begleitbücher
- Cantuale exhibens vesperas et completorium de dominica necnon vesperas de praecipuis anni festis adjectis litaniis, hymnis et orationibus occasione expositionis 40 et 13 horarum et adorationis perpetuae cantari solitis. Pustet, Regensburg 1914, 5. Aufl.
- Laudeamus te. Bachem, Köln 1916
- Orgelbegleitung nebst Vor- u. Nachspielen zu den Einheitsliedern der deutschen Diözesan-Gesangbücher. Bachem, Köln 1916, 2. Aufl.
- Orgelbuch zum Gesang- und Gebetbuch für die Erzdiözese Köln. Bachem, Köln 1915